# Stoloteuthis leucoptera
Stoloteuthis leucoptera е вид главоного от семейство Sepiolidae.

## Разпространение и местообитание
Този вид е разпространен в Испания, Италия (Сардиния и Сицилия), Канада (Квебек, Нова Скотия, Ню Брънзуик и Нюфаундленд), Намибия, САЩ (Вирджиния, Джорджия, Кънектикът, Масачузетс, Мейн, Мериленд, Ню Джърси, Ню Йорк, Ню Хампшър, Род Айлънд, Северна Каролина, Флорида и Южна Каролина) и Франция (Корсика).
Обитава крайбрежията на океани, морета и заливи. Среща се на дълбочина от 64 до 1170 m, при температура на водата от 4,6 до 11,6 °C и соленост 32,8 – 35,1 ‰.